# Efadalan
Efadalan (auch: Garin Ediguini) ist ein Dorf im Arrondissement Zinder V der Stadt Zinder in Niger.

## Geographie
Das von einem traditionellen Ortsvorsteher (chef traditionnel) geleitete Dorf befindet sich südlich des Stadtzentrums im ländlichen Gemeindegebiet von Zinder, der Hauptstadt der gleichnamigen Region Zinder. Zu den Dörfern in der näheren Umgebung von Efadalan zählen Rigal Kalla im Nordwesten, Zongon Tanko im Osten und Babban Tapki Bougage im Süden.
Wie im gesamten Gemeindegebiet von Zinder herrscht das Klima der Sahelzone vor, mit einer durchschnittlichen jährlichen Niederschlagsmenge zwischen 300 und 400 mm.

## Bevölkerung
Bei der Volkszählung 2012 hatte Efadalan 168 Einwohner, die in 29 Haushalten lebten. Bei der Volkszählung 2001 betrug die Einwohnerzahl 65 in 12 Haushalten.

## Wirtschaft und Infrastruktur
Bei Efadalan verläuft die 980,9 Kilometer lange Nationalstraße 11 zwischen Algerien und Nigeria.